# Lew Hohmann
Hans-Jürgen „Lew“ Hohmann (* 22. Juli 1944 in Schmiedeberg im Riesengebirge) ist ein deutscher Filmemacher und Filmwissenschaftler. Er ist vor allem mit Fernseh-Dokumentarfilmen hervorgetreten.

## Leben
Lew (Hans-Jürgen) Hohmann wurde 1944 in Schmiedeberg im Riesengebirge in der Provinz Schlesien des Deutschen Reiches geboren. Nach dem Schulabschluss absolvierte er ein Maschinenbau-Studium in Chemnitz und studierte Regie an der Filmhochschule Potsdam-Babelsberg, wo er das Regiediplom erwarb. Fast 20 Jahre lang arbeitete er als Autor und Regisseur beim DEFA-Studio für Dokumentarfilm.
Lew Hohmann hat bis 2008 mehr als 50 Filme gedreht, zumeist Dokumentationen für das Fernsehen. Zu seinen frühen Werken gehören Filme über den Leipziger Thomanerchor (1979) und Martin Luther (1981). Auch an dem 1983 herausgebrachten Animationsfilm Copyright by Luther wirkte er mit. Bekannt wurde Hohmann vor allem durch seine Wolf-Trilogie, die zwischen 1985 und 1998 entstand und sich mit Friedrich Wolf (Verzeiht, daß ich ein Mensch bin) und dessen Söhnen Konrad (Die Zeit die bleibt) und Markus Wolf (Der Mann ohne Gesicht) beschäftigt. 1988 war er zudem wesentlich an dem Buch Friedrich Wolf. Bilder einer deutschen Biographie beteiligt.
Intensiv begleitete Hohmann als Dokumentarfilmer die Phase der deutschen Wiedervereinigung. 1990 entstand der Film Ein schmales Stück Deutschland in Zusammenarbeit mit Joachim Tschirner und Klaus Salge. Für Kein Abschied – nur fort begleitete Hohmann drei im Herbst 1989 über Ungarn geflüchtete ostdeutsche Familien bis 1991 in den Westen und zurück und hielt ihre Erfahrungen fest. Fünf Jahre nach dem Mauerfall suchte er sie nochmals auf und zeigte in Kommen und gehen, was aus den Flüchtlingen von damals geworden ist. Mit Hans-Hermann Hertle realisierte er 1996 die Dokumentation Beton und Devisen, ein Film über die Mauer als Immobilie.
Nach der Wiedervereinigung entwickelte Hohmann zudem von 1991 bis 1997 als Geschäftsführer und Produzent der Filmproduktion „Tele Potsdam“ eine Reihe von TV-Formaten, u. a. Das Fenster (DFF) und Fremde Kinder (3sat). Er übernahm außerdem eine Lehrtätigkeit an der Universität Leipzig.
Seit Ende der 1990er-Jahre hat er sich zunehmend auf Geschichtsdokumentationen spezialisiert. Als Autor und Regisseur war er maßgeblich an den aufwendigen Serien Die Brandenburger. Chronik eines Landes (1998), Die Preußen-Chronik (1999/2000) sowie Deutsche und Polen (2004) beteiligt. Parallel dazu war er auch maßgeblich als Konzeptentwickler und Autor an den begleitenden Web-Auftritten für diese Reihen sowie an der Website Chronik der Wende beteiligt. Außerdem war er Co-Autor der Begleitbücher Die Brandenburger und Preußen-Chronik. Für die TV-Reihe des MDR Fernsehens Die Geschichte Mitteldeutschlands schuf er szenische Dokumentationen über Martin Luther (2003), Johann Sebastian Bach (2004), Hugo Junkers (2005), Reinhard Heydrich (2006), Alfred Brehm (2007) und Felix Graf Luckner (2008). Für seine Arbeit wurde er mehrmals für den Adolf-Grimme-Preis nominiert.
Lew Hohmann lehrte als Honorarprofessor für Digitale Medien/Medienproduktion an der Hochschule Anhalt in Köthen und bis 2012 auch in Magdeburg an der Hochschule Magdeburg-Stendal in den Bereichen Filmkonzeption, Dokumentarfilm, Medienrecht, Internationale Medienwirtschaft und Produkte, Märkte, Unternehmen. Hohmann arbeitet als freier Filmemacher, Sachbuch- und Webautor, er ist Mitglied der Arbeitsgemeinschaft Dokumentarfilm.

## Filmografie
- 1971: Ist der Mann gleichberechtigt? (Hochschulfilm)
- 1979: Die Thomaner – Drehbuch und Regie
- 1981: Der Theaterdampfer – Regie
- 1983: Bürger Luther – Wittenberg 1508–1546 – Drehbuch und Regie
- 1983: Copyright by Luther – Drehbuch und Co-Regie (Animationsfilm)
- 1984: Paule in Concert – Drehbuch und Regie
- 1985: Die Zeit die bleibt – Regie und Co-Drehbuch
- 1988: Verzeiht, daß ich ein Mensch bin. Friedrich Wolf. Fragen an seine Kinder. Erinnerungen von Zeitgenossen – Co-Drehbuch, Regie und Sprecher
- 1989: Aschermittwoch – Drehbuch und Regie
- 1990: In Berlin 16.10.89 – 4.11.89
- 1990/1991: Ein schmales Stück Deutschland – Drehbuch und Regie gemeinsam mit Joachim Tschirner und Klaus Salge
- 1991: Kein Abschied – nur fort – Drehbuch und Regie gemeinsam mit Joachim Tschirner
- 1994: Kommen und gehen – Regie
- 1998: Die Brandenburger. Chronik eines Landes – Co-Drehbuch und Co-Regie
- 1998: Der Mann ohne Gesicht – Regie
- 1999/2000: Die Preußen-Chronik – Co-Drehbuch
- seit 2003: Die Geschichte Mitteldeutschlands – Drehbuch und Regie bei mehreren Folgen
  - darunter 2003: Martin Luther – Ein Leben zwischen Gott und Teufel
- 2023: Wenzel - Glaubt nie, was ich singe